# Edificio Chapa
El edificio Chapa sito en la Gran Vía Marqués del Turia números 63, 65 y 67 de Valencia (España) es, sin duda, uno de los grandes edificios del Ensanche Valenciano, que desarrolla con orden ejemplar el frente a la Gran Vía de la manzana entre la calle Conde Salvatierra y la plaza de Cánovas. Proyectado por los arquitectos Antonio Martorell Trilles, Emilio Ferrer Gisbert y Carlos Carbonell Pañella, fue construido en 1916. Su estilo arquitectónico es el modernismo valenciano.
Debido a que incluye un chaflán completo y toda la concavidad de Cánovas, su longitud de fachada se acerca a los 200 m, lo que confiere a la actuación una magnitud urbanística considerable.
Las cinco plantas continuas sin rupturas ni cambios, se adapta tanto a las anchuras de las calles transversales (conde Salvatierra y grabador Esteve), como al óvalo de Cánovas, como al ancho de la Gran Vía (50 m). Únicamente en el chaflán de conde Salvatierra, el número de plantas pasa a ser de seis, pero aquí, empujada la composición hacia arriba por el gran portal de entrada centrado en el eje el chaflán, es la propia composición arquitectónica la que justifica la elevación, en el punto justo en que se realiza.
Se trata de un conjunto de cinco plantas en el que los bajos son comerciales y el resto, residencial. Se parte de un esquema de planta, con escaleras centradas a las que recaen dos viviendas grandes por planta, que se sirven de corredor perpendicular a alineación de la calle para estructurar estancias diurnas a fachada principal, nocturnas a patio de manzana y de servicio en el intermedio, iluminadas y ventiladas por patios de luces. 
La larga fachada se caracteriza por su unidad, basada en una seriación de huecos verticales que incluyen las plantas bajas. La composición se basa en la diferenciación entre la base, formada por las dos plantas inferiores que presentan afranjado horizontal del paramento, imposta de forjado en el arranque de la planta segunda, que tiene función y referencia de planta principal, de la que arrancan asimismo los miradores enclavados en los cambios de plano de la plaza y del chaflán. Las dos plantas superiores mantienen la composición de los balcones y el remate es plano, acabado superiormente con una línea sinuosa hasta los remates especiales de esquinas, que quedan muy peraltados en forma de peineta perforada. 
La estructura está formada por muros de carga y pilares de ladrillo macizo, forjados de vigueta metálica y bovedillas cerámicas, fachada revestida de estuco, carpinterías de madera y persianas valencianas enrollables. 
El conjunto respira un aire modernista implicado con algunos componentes más geométricos derivados de la Secesión y constituye un hito arquitectónico y urbano en este caracterizado lugar del Ensanche.